# Warszawianka 1905 roku
La Warszawianka 1905 roku è un canto di protesta polacco scritto nel 1893. Si tratta di una canzone popolare il cui autore è ignoto: una versione riporta il titolo "La marcia degli Zuavi", un'altra "Gli ussari di Bercheny". In ogni caso, non deve essere confusa con il canto quasi omonimo del 1831 (Warszawianka 1831 roku).
Fu ripreso dal poeta polacco Wacław Święcicki nel 1897 e in seguito si diffuse tra la popolazione civile, all'epoca sottoposta al dominio dell'impero zarista. Fu intonato in pubblico per la prima volta durante la manifestazione del 2 marzo 1885 a Varsavia, e da quel giorno la sua diffusione valicò i confini polacchi. Divenne il canto di protesta ufficiale degli internati del regime zarista, fu molto popolare in Russia durante la Rivoluzione del 1905 e la Rivoluzione russa del 1917, dove divenne uno dei canti rivoluzionari più celebri e di tale diffusione che la versione russa fu ripresa in Spagna, in Francia, in Germania – in particolar modo nella Repubblica Democratica Tedesca – e in Italia come inno di Potere Operaio. Durante la Guerra civile spagnola, con il testo adattato, divenne un canto repubblicano di parte anarchica dal titolo A las barricadas.
In Europa occidentale è particolarmente nota la versione francese del testo, "La Varsovienne" (sempre da non confondere con la versione francese della omonima canzone del 1831), tuttavia sono note versioni in altre lingue, come il tedesco.
Nel 2018 ne è stata proposta una libera traduzione poetica in italiano dalla versione russa, per ovviare all'assenza di una versione più vicina alla versione di Potere Operaio di questo canto rivoluzionario internazionale.

## Testo polacco
Strofa 1
Śmiało podnieśmy sztandar nasz w górę,
Choć burza wrogich żywiołów wyje,
Choć nas dziś gnębią siły ponure,
Chociaż niepewne jutro niczyje.
O, bo to sztandar całej ludzkości,
To hasło święte, pieśń zmartwychwstania,
To tryumf pracy, sprawiedliwości,
To zorza wszystkich ludów zbratania!
Ritornello
Naprzód Warszawo!
Na walkę krwawą,(bis)
Świętą a prawą!
Marsz, marsz, Warszawo!
Strofa 2
Dziś, gdy roboczy lud ginie z głodu,
Zbrodnią w rozkoszy tonąć jak w błocie,
I hańba temu, kto z nas za młodu,
Lęka się stanąć choć na szafocie!
O, nie bez śladu każdy z tych skona,
Co życie sprawie oddają w darze,
Bo nasz zwycięski śpiew ich imiona
Milionom ludzi ku czci przekaże!
Strofa 3
Hurra! Zerwijmy z carów korony,
Gdy ludy dotąd chodzą w cierniowej,
I w krwi zatopmy nadgniłe trony,
Spurpurowiałe we krwi ludowej!
Ha! Zemsta straszna dzisiejszym katom,
Co wysysają życie z milionów.
Ha! Zemsta carom i plutokratom,
A przyjdzie żniwo przyszłości plonów!

## Testo francese
Strofa 1 :
En rangs serrés l'ennemi nous attaque
Autour de notre drapeau groupons-nous.
Que nous importe la mort menaçante
Pour notre cause soyons prêts à souffrir
Mais le genre humain courbé sous la honte
Ne doit avoir qu'un seul étendard,
Un seul mot d'ordre Travail et Justice,
Fraternité de tous les ouvriers.
Ritornello :
O frères, aux armes, pour notre lutte,
Pour la victoire de tous les travailleurs.
Strofa 2 :
Les profiteurs vautrés dans la richesse
Privent de pain l'ouvrier affamé.
Ceux qui sont morts pour nos grandes idées
N'ont pas en vain combattu et péri.
Contre les richards et les ploutocrates.
Contre les rois, contre les trônes pourris,
Nous lancerons la vengeance puissante
Et nous serons à tout jamais victorieux.